# Rivignano
Rivignano är en ort och frazione i kommunen Rivignano Teor i provinsen Udine i regionen Friuli-Venezia Giulia i Italien. 
Rivignano upphörde som kommun den 1 januari 2014 och bildade med den tidigare kommunen Teor den nya kommunen Rivignano Teor. Den tidigare kommunen hade 4 423 invånare (2013).